# Горностаївка (Чернігівський район)
Горноста́ївка — село в Україні, у Добрянській селищній громаді Чернігівського району Чернігівської області. Населення становить 661 особу. До 2019 орган місцевого самоврядування — Горностаївська сільська рада. Відстань до Ріпок становить близько 43 км і проходить автошляхом E95, із яким збігається М01, та Т 2507. До 2019 Горностаївській сільській раді були підпорядковані села: Гута-Ткачова, Строївка, Чижівка.
Поблизу села розташований пункт контролю Горностаївка — Терюха на кордоні із Білоруссю.

## Географія
Селом тече річка Коганець.

## Історія
12 червня 2020 року, відповідно до розпорядження Кабінету Міністрів України № 730-р «Про визначення адміністративних центрів та затвердження територій територіальних громад Чернігівської області», увійшло до складу Добрянської селищної громади.
19 липня 2020 року, в результаті адміністративно - територіальної реформи та ліквідації Ріпкинського району, село увійшло до складу Чернігівського району Чернігівської області.

## Населення
Згідно з переписом УРСР 1989 року чисельність наявного населення села становила 957 осіб, з яких 395 чоловіків та 562 жінки.
За переписом населення України 2001 року в селі мешкали 663 особи.

### Мова
Розподіл населення за рідною мовою за даними перепису 2001 року:
| Мова       | Відсоток |
| ---------- | -------- |
| українська | 51,29 %  |
| російська  | 47,66 %  |
| білоруська | 1,06 %   |